# Chlorosterrha dichroma
Chlorosterrha dichroma är en fjärilsart som beskrevs av Felder 1875. Chlorosterrha dichroma ingår i släktet Chlorosterrha och familjen mätare. Inga underarter finns listade i Catalogue of Life.